# Emil Schrammel
Emil Schrammel , auch Emil Schramel (* 19. November 1884 in Iglau, Österreich-Ungarn; † 25. Juni 1952 in Valdice, Tschechoslowakei), war ein tschechoslowakischer Politiker (Sudetendeutsche Partei) deutscher Nationalität. Er war von 1935 bis 1939 Abgeordneter des Tschechoslowakischen Abgeordnetenhauses.

## Leben und Werk
Schrammel war Bäcker von Beruf und in Friedrichsdorf (Bedřichov u Jihlavy). 1935 wurde er Mitglied der Sudetendeutschen Partei und zum Abgeordneter in das Tschechoslowakische Abgeordnetenhaus in Prag gewählt. Nach der deutschen Besetzung des Sudetenlandes infolge des Münchner Abkommens blieb er im Parlament, sein Mandat erlosch nicht wie bei anderen SdP-Mitgliedern im Sudetenland am 30. Oktober 1938. Nach der Bildung des Protektorats Böhmen und Mähren im März 1939 und dem Einmarsch deutscher Truppen in Iglau beteiligte er sich an Gewalttaten gegen die örtliche tschechischsprachige Bevölkerung.
Nach Ende des Zweiten Weltkrieges wurde er im früheren Gestapogefängnis Karthaus-Walditz inhaftiert und starb dort nach mehrjähriger Haft 1952.